# Glenzer Glacier
Glenzer Glacier är en glaciär i Östantarktis, som ligger 202 meter över havet.
Terrängen runt Glenzer Glacier är kuperad söderut, men norrut är den platt.
Australien gör anspråk på området.